# 15992 Синтія
15992 Синтія (15992 Cynthia) — астероїд головного поясу, відкритий 18 грудня 1998 року.
Тіссеранів параметр щодо Юпітера — 3,565.